# 남사당놀이
남사당놀이는 꼭두쇠(우두머리)를 비롯해 최소 40명에 이르는 남자들로 구성된 유랑연예인인 남사당패가 농·어촌을 돌며, 주로 서민층을 대상으로 조선 후기부터 연행했던 놀이로 대한민국의 전통 공연으로 남사당에 의해 행해지는 공연 그 자체를 말한다. 2009년 9월에는 유네스코 인류구전 및 무형유산 걸작으로 선정되었다.

## 기원
남사당놀이의 연원이나 형성과정은 자세히 알 수 없으나 《해동역사》에 따르면 유랑 민중놀이패는 신라 때부터 있었던 것으로 전해진다. 조선 후기에 자연발생한 민중놀이 집단이 처음에는 사당패라고 하여 여자들이 술자리에서 노래를 부르고 춤을 추는 집단에서 출발하였으나, 조선 말기 남자들만의 사당패가 생겨나 남사당패라고 하였다. 구성은 맨 위에 꼭두쇠가 있고 그 밑에 곰벵이쇠·뜬쇠·가열·삐리·저승패·등짐꾼 등 40∼50명으로 이루어졌다. 그 조직은 엄격하였고 모자란 인원은 가난한 농가의 아이나 고아ㆍ가출아 등으로 충당하였다. 현재까지 이들의 은거지로 밝혀진 곳은 경기도 안성·진위, 충남 당진·회덕, 전남 강진·구례, 경남 진양·남해, 황해도 송화·은율 등지인데 놀이가 거의 없는 겨울철에는 삐리들의 기예(技藝)를 가르쳤다고 한다. 1920년대 이후 독립적인 존속이 어려워지게 되자 중매구와 걸립패와의 교습을 거치게 되고, 사당패·솟대장이패와의 교류도 갖게 되면서 오늘의 형태로 변모된 것이다.

## 성격
남사당이라 함은 남자 사당(한량으로 예능자를 말함)들로 조직된 유랑예인집단을 말하는 것으로 이들은 조선 사회에 있어서 가장 천대받아왔던 부류이며, 광대(廣大)·장인(匠人)·상인보다도 못한 집단이었다. 따라서 사회로부터 격리당해 왔으며, 가족도 거처할 지붕밑도 없이 전국을 유랑하였다. 또한 남사당은 모든 사회악의 온상처럼 억울한 누명을 뒤집어 쓰고도 쉴 사이 없이 황색기를 앞세우고 민중 속을 행군해 갔다. 이들의 놀이는 상민의 편에서 양반 세계에 대한 비판을 희화화(戱畵化)한 여섯 마당놀이이며, 놀이를 통해 상민들과 웃고 울었다.
남사당놀이는 권력 주변에서 기생했던 그 밖의 지역단위 연희와는 그 성향이 다르며, 오히려 조선사를 통하여 지역놀이에 많은 영향을 끼쳤다. 여러 면으로 횡포를 받아왔던 상민의 입장에서 상민과 부단히 영합해 가면서, 말없는 몸짓으로, 또는 꽹과리의 소리짓으로 상민들과 교감하고 공감하여 저항의 의지를 일깨워 나갔다. 길가에 돋아난 이름 없는 잡초들이 밟히면 밟힐수록 살아나듯이 남사당의 정신은 민중의 정신으로 살아 있으며, 풍물(농악), 버나(사발과 쳇바퀴돌리기), 살판(몸재주), 어름(조선줄타기), 덧뵈기(가면극), 덜미(꼭두각시 인형극)의 여섯 마당의 남사당놀이 속에 흥건히 젖어 있는 것이다. 이 남사당놀이는 꼭두(대장)를 선두로 화극(기획)·뜬쇠(조장)·삐리(대원)·가열(수련생), 그 밖의 저승패(고문관) 등 50여 명의 인원이 형제처럼 동고동락하면서 민중의 애환과 서러움을 같이 나누었고 서구문명의 급격한 침식과 일제의 탄압을 거쳐 오늘에 이르기까지 걸립패(乞粒牌)로 바뀌는 등 많은 탈바꿈이 있었다.

## 남사당풍물놀이

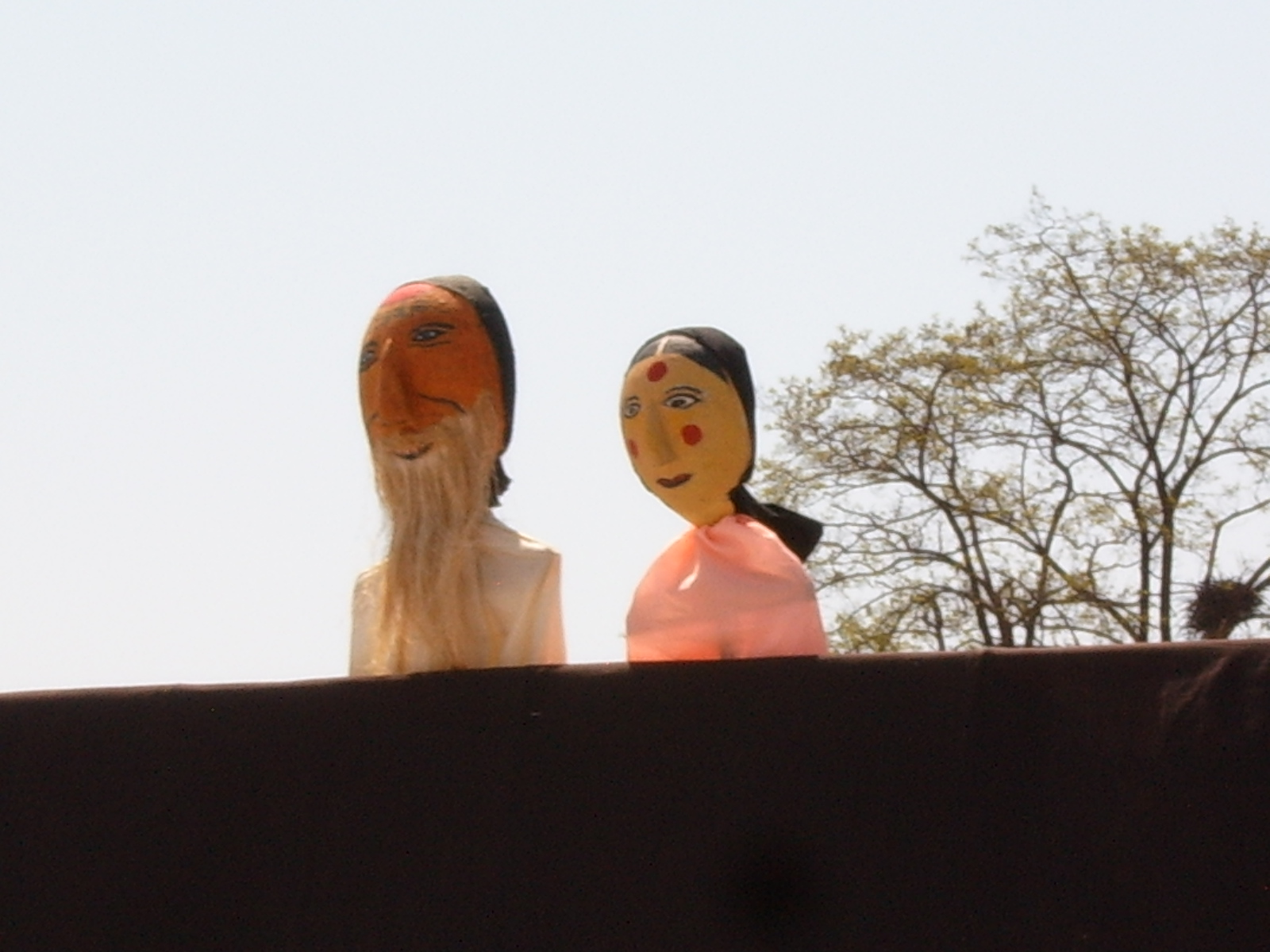
꼭두각시놀음

남사당패의 놀이는 풍물, 버나(대접돌리기), 살판(땅재주), 어름(줄타기), 덧뵈기(탈놀음), 덜미(꼭두각시놀음) 등 여섯 종목이 남아 전한다. 얼른(요술) 등의 종목은 이미 사라졌다. 이 6가지 놀이는 대략 밤 9시부터 다음날 새벽 3∼4시까지 연희되어 총 6∼7시간을 공연하였지만 현재는 2∼3시간 정도로 축소 연희되고 있다.
풍물
마을 단위의 농악대와는 달리 일년 열두달을 계속하며, 이를 직업으로 하는 농악놀이이다. 풍물은 남사당놀이의 대표격으로, 숙련된 남사당들의 체기(體技)를 겸한 춤사위와 가락은 전라도나 경상도의 가락인 아랫다리 가락에 비해 윗다리가락의 대표적인 가락으로 힘차고 절도가 있다. 특히 무동(舞童)춤은 5무동 이상이 아슬아슬한 묘기를 하며, 상무의 극치인 열두발 상모를 끝으로 한다.
일종의 농악인 인사굿으로 시작하여 돌림벅구·선소리판·당산벌림·양상치기 등 24판 내외의 판굿을 돈다음 상쇠놀이·따벅구(벅구놀이)·징놀이·북놀이·새미받기·채상놀이 등의 순서로 농악을 친다. 이 풍물은 웃다리 가락(충청·경기·이북지방)을 바탕으로 하며 꽹과리·북·징·장구·날라리 땡각(令角)의 잽이(악사)와 법고 등을 포함한 최소 24명 정도가 일조를 이루는데 짜임새 있는 진풀이와 동니·채상 등의 몸재주와 묘기를 가미하여 연희적 요소가 두드러지게 나타난다.
버나(사발돌리기)
담뱃대나 나무끝 또는 칼끝으로 사발이나 쳇바퀴를 자유자재로 돌리며 묘기를 부리는 기예(技藝)로서 역시 풍물반주로 진행된다. 이 놀이의 묘미는 접시 등을 돌리는 외에 돌리는 사람인 버나잽이와 받는 소리꾼인 매호씨(어릿광대)가 주고 받는 재담과 소리가 극성(劇性)이 짙은 데 있다.
살판(땅재주)
물구나무서기 등 일종의 기계체조이나 그보다도 강렬한 풍물반주에 맞추어 온갖 체기를 다하는 기예이며, 몸짓의 확대된 표현 속에서 죽느냐(죽을판) 사느냐(살판) 하는 절실함이 있다. 잘하면 살판이요, 못하면 죽을판이라는 뜻에서 붙여졌다고 한다. 종류는 앞곤두·뒷곤두·번개곤두 등 11가지 순서를 가지고 있는데, 본래는 대광대패나 솟대쟁이패의 놀이 가운데 하나였는데 남사당놀이로 수용한 것이다. 살판쇠(땅재주꾼)와 매호씨가 잽이의 장단에 맞추어 재담을 주고받으며 재주를 부린다.
어름(조선줄타기)
외줄로 꼰 줄 위에서 어릿광대와 말을 주고 받으며, 풍물장단에 맞추어 온갖 춤을 다 추고, 갖은 걸음걸이로 어름 위에서처럼 아슬아슬하게 줄을 타는데, 풍자 연희의 멋이 다른 서구적 줄타기 또는 서커스 줄타기와는 다른 점이다. 줄타는 사람을 어름산이, 그 아래서 대사를 주고 받는 사람을 어릿광대라고 한다. 줄타기 곡예로 얼음 위를 걷듯이 어렵다하여 붙여진 이름이다. 종류는 앞으로 가기·장단줄·거미줄 늘이기 등 15종의 순서가 있다.
덧뵈기(가면극)
덧보인다, 덧보이게 한다라는 연극 본연의 의미를 지닌 우리 연극의 원명으로 분장 대신 탈을 쓰는 가면극을 말한다. 춤보다는 재담과 연기가 우세한 풍자극으로 마당씻이·옴탈잡이·샌님잡이·먹중잡이 등 네마당으로 구성되어 있으며, 그때그때 지역민의 취향과 흥취에 영합하였다. 이는 지역 단위의 가면극과는 달리 대사를 위주로 하는 막간극의 형식을 취하고 있다.
덜미(꼭두각시놀음)
덜미는 인형극을 말하는 것으로 인형의 덜미를 잡고 한다는 데서 연유되었다. 남사당놀이의 마지막 순서로 한국에 하나밖에 전하지 않는 전통인형극인 꼭두각시놀이다. 대개 두마당 일곱거리로서, 즉 박첨지마당(박첨지유람거리·피조리거리·꼭두각시거리·이시미거리), 평안감사마당(매사냥거리·상여거리·절짓고 허는 거리) 등이다.

## 남사당패의 구성
- 꼭두쇠(우두머리, 모갑이): 패거리를 책임지는 우두머리.
- 곰뱅이쇠: 꼭두쇠를 보좌하는 사람으로 한 명 혹은 두 명이며 곰뱅이(남사당패의 은어로 마을에 들어가기 전에 놀이판을 벌여도 좋다는 허가)를 담당한다.
- 뜬쇠: 각 분야의 책임자
- 가열: 뜬쇠 밑에서 수련하고 공연하는 사람.
- 삐리: 가열 밑의 초입자. 가열이 되기까지 여장을 하는 것이 상례로 되어 있다.
- 저승패: 연희 기능을 상실한 늙은 단원

## 남사당패의 흥망성쇠
남사당패의 인기가 절정에 달했던 1890년대 후반이 지나고 일제 강점기가 지나 근대화의 시대가 등장했다. 하지만 곧이어 6.25 전쟁이 일어나며 남사당패는 전국적으로 흩어지기 시작했고 그 인기도 거의 사라지게 되었다. 전쟁 복구 후 몇 명의 남은 남사당패는 기억을 모아 다시 공연을 꾸리지만 TV의 도입으로 그 공연을 보는 사람은 거의 없었다. 이때부터 남사당패의 일원은 급격히 줄기 시작했으며 거의 폐지 직전까지 간다.
하지만 이 때 남사당패의 일원이었던 김덕수가 장단 중 일부분을 모으거나 변형하여 들으면 저절로 신나는 가락을 만드는데 바로 사물놀이(풍물놀이라고도 함)이다. 이 사물놀이가 등장하며 식었던 남사당패의 인기가 살아나게 되었으며, 사물놀이는 현재까지 대한민국의 전통으로 여겨지고 있다.

## 기타
- 매호씨: 어릿광대. 공연자와 재담을 주고 받으며 흥을 돋운다.
- 무동춤: 무동(여장을 한 남자아이)이 어깨 위에 올라타고 추는 춤.
- 구성원은 자진해 오는 경우도 있지만 어린아이를 납치하기도 하였다고 한다.

## 같이 보기
- 사물놀이
- 풍물놀이